# Хартвил (Охајо)
Хартвил (енгл. Hartville) град је у америчкој савезној држави Охајо.

## Демографија
По попису из 2010. године број становника је 2.944, што је 770 (35,4%) становника више него 2000. године.
| Група             | 2000.         | 2010.         |
| Белци             | 2.127 (97,8%) | 2.819 (95,8%) |
| Афроамериканци    | 6 (0,3%)      | 23 (0,8%)     |
| Азијати           | 4 (0,2%)      | 20 (0,7%)     |
| Хиспаноамериканци | 18 (0,8%)     | 28 (1,0%)     |
| Укупно            | 2.174         | 2.944         |